# ラマナイ

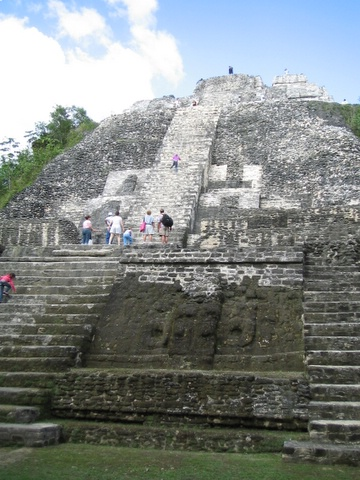
ラマナイのピラミッド

ラマナイ (Lamanai) は、マヤ語で「海面下のワニ」という意味を持ち、ベリーズのオレンジウォーク郡のニューリバー川沿いにある先古典期後期（B.C.500頃 - B.C.300頃）から後古典期 (A.D.900 - 1532) の遺跡である。
1970年代と1980年代に、カナダの王立オンタリオ博物館のデイビッド・ペンダーガストによって発掘調査が行われた。最もよく知られている建造物は建造物N10-43で、100B.C.頃（先古典期後期）には2段の階段状基壇の上にやや小さめに4段の階段状基壇が載るピラミッド神殿にこの建物が囲んでいる広場の床面から、33メートルに及ぶ建物であった。そして、この時期では独特なマヤの神々の4メートルに及ぶ漆喰彫刻の顔が、建造物下部の階段の両脇を飾っていた。この建物は引き続き古典期でも使用され、先古典期後期の建物の上に古典期の建物を覆うようにして築いている。
グアテマラ北部のペテン低地など、「中部地域」でマヤの諸都市が放棄されても、人口の減少が起こらず繁栄を続けた。後古典期のプトゥン人のホンジュラス西部のモタグァ川の河口からユカタン半島を周回し、タバスコ州へ抜ける交易路に近かったこと、カカオ豆の産地だったことなどから、衰退せずにすんだのかもしれない。
マヤパンなどユカタン半島の後古典期の遺跡で、香炉が発見されている。